# Vodafone Portugal
Vodafone Portugal - Comunicações Pessoais S.A., una filial plena de Vodafone Group, es el segundo operador de telefonía móvil de Portugal, tanto desde el punto de vista cronológico y de porcentaje del Mercado (34% en 2006). Sus competidores son NOS (antiguo ZON Optimus) y MEO (operando por Altice Portugal).
Esta empresa tiene un gran impacto en las telecomunicaciones móviles del país al ser, desde hace algunos años, el único competidor de Telecomunicações Móveis Nacionais y también por haber introducido nuevos planes de tarifas diseñadas para cada perfil de cliente.

## Historia
La compañía presentó en junio de 1991 la aplicación de dos licencias de ICP (ahora ANACOM) para operar una red móvil digital en Portugal. En octubre de 1991 obtuvo la segunda licencia GSM (la primera fue obtenida por TMN.
El inicio de las operaciones en el sistema GSM fue el 18 de octubre de 1992.
En diciembre de 2023 la compañía lanzó el comercial titulado Nunca é tarde para ouvires o teu coração («Nunca es tarde para escuchar a tu corazón»), que se volvió viral en redes sociales, generando reacciones positivas sobre su representación de las personas LGBT.